# هرم خولولا الكبير
هرم خولولا الكبير ويسمى أيضاً تلاخيخوالتيبال والذي يعني باللغة الناواتلية الجبل الاصطناعي هو جبل يقع قرب مدينة خولولا في ولاية بويبلا في المكسيك، يعتبر هذا الهرم الأكبر في العالم. حيث يبلغ ارتفاعه 55 متر عن سطح الأرض ويغطي مساحة 400 متر مربع، الهرم كان عبارة عن معبد للإله كيتزالكواتل عند الأزتك، الهرم يشبه بشكل كبير الأهرامات الموجودة في تيوتيهواكان ويشبه كذلك أهرامات إل تاخين وتشير الحفريات أن تاريخ بنائه يعود لأكثر من 1000 سنة مضت. اليوم تعلوه كنيسة إسمها عذراء ريميديس.